# 令和2年7月豪雨
令和2年7月豪雨（れいわ2ねん7がつごうう）は、2020年（令和2年）7月3日から7月31日にかけて、熊本県を中心に九州や中部地方など日本各地で発生した集中豪雨。同年7月9日に、当時継続中だった大雨を気象庁が命名し、8月4日に豪雨の期間を7月31日までと発表した。
熊本県を中心に被害をもたらしたことから、気象庁や報道機関などでは別称で「熊本豪雨」とも表記している。

## 気象状況
2020年7月は、長期にわたり梅雨前線が本州付近に停滞、西方と南方から流入する大量の水蒸気が、九州を中心として全国的に集まりやすい状態（大気の川）が続いたことなどが原因で、東北地方から九州地方にかけて広い範囲で記録的な大雨や日照不足となった。特に3日から8日にかけては、九州で多数の線状降水帯が発生した。
鹿児島県本土で3日夜から4日朝にかけて、熊本県南部では4日未明から朝にかけて、局地的に猛烈な雨が降り、気象庁は4日4時50分に大雨特別警報を熊本県・鹿児島県に対して発表した。このとき熊本県南部付近には、幅約70km、長さ約280kmの大規模な線状降水帯が発生していた。この線状降水帯は、2009年以降に九州で発生した線状降水帯の中ではもっとも規模が大きく、持続時間も最長だった。また、梅雨前線上に発生した小低気圧の影響できわめて多量の水蒸気流入があったことに加えて、上空への寒気流入の影響により大気の状態が非常に不安定となり、近年の豪雨と比べてもっとも背の高い積乱雲がこの線状降水帯を形成していた。
5日夕方から6日午前にかけては、鹿児島県本土で局地的に猛烈な雨が降り、鹿屋市などで記録的な大雨となった。
6日から8日にかけては、長崎県・佐賀県・福岡県筑後地方・大分県・熊本県北部で局地的に猛烈な雨が降り、気象庁は6日16時30分から7日11時40分まで、長崎県・佐賀県・福岡県に大雨特別警報を発表した。九州北部では6日昼ごろから複数の線状降水帯が形成されていた。8日には岐阜県や長野県でも非常に激しい雨が降り、8日6時30分に岐阜県、同日6時43分に長野県に大雨特別警報が発表された。
26日から29日にかけては梅雨前線が東北地方に停滞し、28日を中心に秋田県や山形県で大雨となった。

## 雨量の記録

2020年7月2日 22:00 (UTC+9)から2020年7月4日 24:00 (UTC+9)までの雨量分布（レーダ） 。 国土交通省「川の防災情報」内 レーダ(XRAIN)雨量分布による。

気象庁によると、7月上旬（1-10日）に全国のアメダスで観測した降水量の総和は20万8,308.0mm（1地点あたり216.1mm）で、1982年以降の旬ごとで最大だった2018年7月上旬（平成30年7月豪雨（西日本豪雨））の20万7,526.5mm（1地点あたり215.3mm）を超えた。また7月上旬に1時間50mm以上の降水が発生した回数は82回で、1982年以降最多だった2019年10月中旬（令和元年東日本台風）の69回を超えた。
また気象庁によると、3日から14日（12日間）の全国の総降水量は25万3,041.5mmで、23万3,453.5mmだった平成30年7月豪雨（11日間）を超えた。

### 東北地方
24時間雨量
山形県長井市長井：206.5mm（28日20時10分まで。統計開始以降最大）

### 中部地方
24時間雨量
岐阜県下呂市萩原：414.0mm（8日8時00分まで。1976年の統計開始以降最大）
72時間雨量
岐阜県下呂市萩原：639.5mm（8日23時10分まで。統計開始以降最大）
月降水量
山梨県甲府：470.0mm （統計開始以降最大）

### 九州地方
1時間雨量
鹿児島県鹿屋市鹿屋：109.5mm（6日6時24分まで。1977年の統計開始以降最大）
鹿児島県日置市東市来：98.5mm（3日21時35分まで。統計開始以降最大）
熊本県天草市牛深：98.0mm（4日3時45分まで。統計開始以降最大)
24時間雨量
鹿児島県鹿屋市鹿屋：496.0mm（6日14時50分まで。1977年の統計開始以降最大）
熊本県球磨郡湯前町湯前横谷：489.5mm（4日11時00分まで。統計開始以降最大)
熊本県水俣市水俣：474.5mm（4日9時10分まで。統計開始以降最大）
福岡県大牟田市大牟田：446.5mm（7日6時40分まで。1976年の統計開始以降最大）
72時間雨量
鹿児島県鹿屋市鹿屋：754.0mm（6日12時30分まで。1977年の統計開始以降最大）
熊本県山鹿市鹿北：690.5mm（8日7時00分まで。1976年の統計開始以降最大）
福岡県大牟田市大牟田：688.5mm（8日9時00分まで。1976年の統計開始以降最大）
熊本県球磨郡あさぎり町上：660.0mm（6日12時10分まで。1977年の統計開始以降最大）
長崎県長崎市長浦岳：593.5mm（8日9時00分まで。1976年の統計開始以降最大）

## 事前の予報
気象庁は、平成30年7月豪雨や令和元年東日本台風など、特別警報級の天候が予想されるときは事前に記者会見を開いて警戒を呼びかけてきたが、この豪雨では7月4日に特別警報が発表されるまで会見は開かれなかった。前日の3日夕方時点で、福岡管区気象台は熊本県内の4日18時までの24時間雨量の予想を「多いところで200mm」と発表していたが、実際には400mmを超えた。5日、熊本地方気象台の台長は、「特別警報が出るほどの雨は十分に予測できなかった」と話した。

## 被害・影響
| 県名     | 死者 | 行方不明者 | 負傷者 | 負傷者 |
| 県名     | 死者 | 行方不明者 | 重傷   | 軽症   |
| -------- | ---- | ---------- | ------ | ------ |
| 山形県   |      |            | 1      |        |
| 神奈川県 |      |            |        | 1      |
| 富山県   | 1    |            |        |        |
| 長野県   | 1    |            | 2      |        |
| 岐阜県   |      |            | 1      | 1      |
| 静岡県   | 1    |            |        |        |
| 京都府   |      |            |        | 2      |
| 和歌山県 |      |            |        | 1      |
| 広島県   | 2    |            | 2      | 1      |
| 愛媛県   | 2    |            |        | 1      |
| 福岡県   | 2    |            | 5      | 4      |
| 佐賀県   |      |            |        | 3      |
| 長崎県   | 3    |            | 1      |        |
| 熊本県   | 67   | 2          | 15     | 35     |
| 大分県   | 6    |            | 1      | 1      |
| 鹿児島県 | 1    |            |        | 4      |
| 合計     | 86   | 2          | 28     | 54     |

総務省消防庁による住家被害の状況（2021年11月26日17時00分時点）
全壊1,627棟、半壊4,535棟、一部破損2,116棟、床上浸水1,741棟、床下浸水6,266棟。

### 被害状況
2021年4月12日時点で、農林水産に関する被害額は2,208億円となった。

#### 熊本県（県南地域）・鹿児島県（3日夜から4日昼の豪雨）

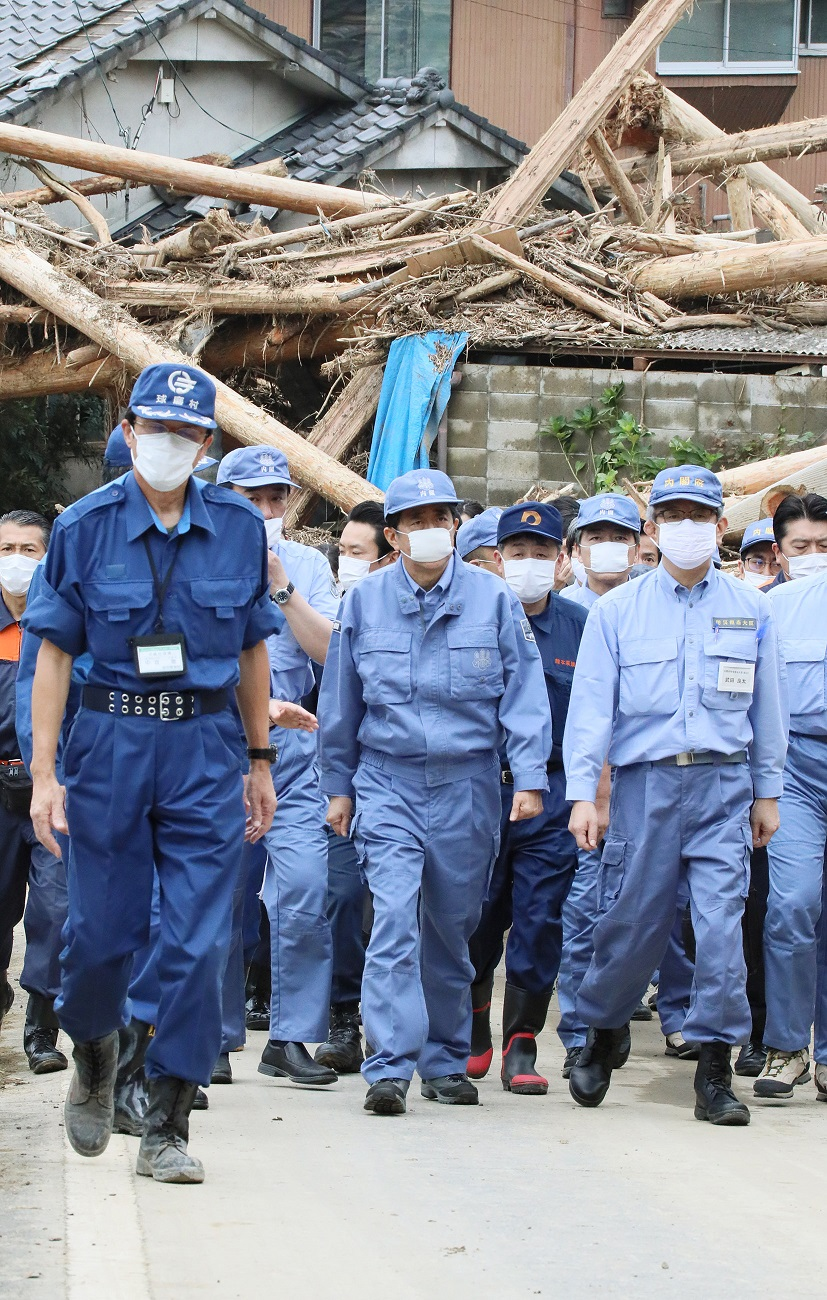
被災した球磨村を視察する安倍総理大臣 （当時）

熊本県を流れる球磨川水系は、八代市、芦北町、球磨村、人吉市、相良村の計13か所で氾濫・決壊し、約1,060ヘクタールが浸水した。球磨村にある特別養護老人ホーム「千寿園」では、水没した施設で入所者14人が死亡した。国土地理院の浸水推定図によると、千寿園のある球磨村渡地区で浸水の深さが最大9mに達したとみられる。人吉市では市街地の広範囲が浸水し、過去の水害よりも高い位置まで浸水した。例えば人吉市下青井町の電柱には、1965年に2.1mの高さまで浸水した記録が残されているが、この豪雨では4.3mの高さまで浸水したという。また八代市坂本町中心部では住宅に流木や土砂が流れ込むなどの甚大な被害が出た。熊本大学の調査によると、坂本駅近くの住宅で5.4mの高さまで浸水した痕跡があった。また、芦北町（田川地区で土砂崩れによる死者あり、佐敷駅冠水）や津奈木町（福浜地区で土砂崩れによる死者あり）でも被害が出ている。
熊本県警が7月13日に発表した県内の死者64人の死因と発見場所によると、溺死（疑い含む）が52人で、うち33人が屋内で発見された。

#### 長崎県・佐賀県・福岡県・熊本県（県北地域）・大分県（6日夕方から7日朝・7日深夜から8日朝の豪雨）

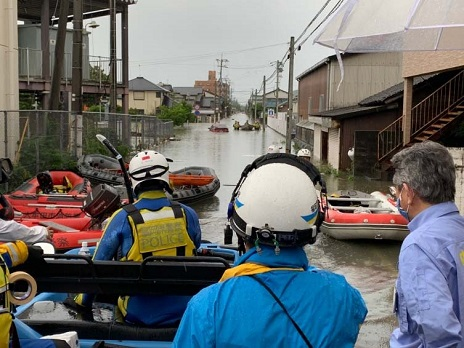
大牟田市内の被害。7月7日撮影。

福岡県大牟田市では、7月6日15時からの3時間で252mmという「経験したことのない雨量」を観測した。諏訪川は氾濫危険水位に達したが、氾濫は起きなかった。しかし、三川ポンプ場（同市汐屋町）の処理能力を越える雨量だったため、ポンプ場から水が溢れ、内水氾濫が相次いで起きた。三川ポンプ場の作業員5人は20時15分ごろ、故障を避けるために電動ポンプを停止。水量は作業員の腰の高さまで達し、15分後には全12台が水没したという。この内水氾濫で、避難所となっていた大牟田市立みなと小学校（住民85人が避難）、三川地区公民館（住民157人が避難）は、いずれも道路冠水のため一時孤立状態となり、このうちみなと小学校では、避難住民の他に、道路冠水により帰宅できなかった約30人の児童と教師21人が建物の2階以上で一夜を過ごした。また、同市樋口町では浸水した住宅で女性が死亡、同市上屋敷町でも浸水したアパートで男性が死亡した。その他、市内各所で床上・床下浸水や道路・田畑の冠水、崖崩れ・法面崩落などが相次いだ。さらに、三川地区に隣接する熊本県荒尾市でも道路冠水などが発生した。
7月7日6時30分ごろ、熊本県山鹿市小原（おばる）で水没した車が見つかり、80代とみられる夫婦が救出されたが意識はなく、まもなく死亡が確認された。
筑後川は上流部の大分県内、中流部の福岡県内のそれぞれ一部で氾濫した。また、筑後川流域の福岡県久留米市では支流の山ノ井川や巨瀬川の氾濫により浸水被害がみられた。また内水氾濫の影響による浸水被害もあった。
大分県由布市では大分川が庄内町東長宝（小野屋駅周辺）と挾間町下市（天神橋付近）で越流が発生し、市内各地で大分川支流（花合野川、黒川など）の氾濫・土石流や土砂災害も多発したため、災害発生情報が出された。また、大分川では、国直轄水位観測点の由布市の同尻観測所・大分市の府内大橋観測所での水位が観測史上過去最高であった。由布市湯布院町湯平温泉では8日0時ごろ、花合野川沿いの県道で4人が乗った車が川に流されたと通報があった。日田市天ヶ瀬温泉では玖珠川が2度氾濫し、川沿いが浸水。ホテル10施設が浸水被害、また川に架かる橋2本が流失している。筑後川の中流部にあたる三隈川でも2度氾濫が起き、浸水被害に見舞われた。
長崎県大村市では土砂崩れや、小河川の氾濫により道路をふさいで通行不可となった。佐賀県太良町では、6日16時半ごろ、民家裏手にて土砂崩れが発生し、2人が負傷した。

#### 岐阜県・長野県（7日夜から8日昼の豪雨）
岐阜県では8日朝、下呂市萩原町中呂の木曽川水系飛騨川で氾濫が発生した。また、加茂郡白川町河岐の白川、美濃市立花の長良川など県内6河川8か所で氾濫が発生。高山市朝日町西洞や、瑞浪市釜戸町など県内5か所で土石流やがけ崩れなど土砂災害も起こっている。
長野県内では7月8日午後の段階で、道路への土砂流出などの影響で松本市や長野市、木曽町の3市町の計約390人が一時孤立した。県などは地区に通じる道路の復旧を急いでいる。
長野県では11日から12日にかけても土砂崩れが相次ぎ、飯田市では12日に男性1人が巻き込まれ死亡した。

#### 広島県・島根県（13日夜から14日午前の豪雨）
広島県内では14日6時ごろ、東広島市河内町宇山で土砂崩れが発生し親子2人が行方不明となり、捜索の結果、同日午後死亡が確認された。
島根県では西部を流れる江の川が14日9時半ごろ、下流域の江津市川平町と同市桜江町田津で氾濫が発生した。道路や農地の冠水が確認されている。

#### 山形県・秋田県（26日から29日の豪雨）
山形県では、29日朝までに最上川が大蔵村、大石田町、大江町、村山市の計6か所で氾濫し、多くの住宅で浸水被害が出た。また、福部内川などの小河川でも氾濫が相次ぎ田畑や農作物への被害もあった。

### インフラへの影響
7月18日11時時点で九州電力管内の熊本県で約290戸が停電している。

#### 鉄道
| 事業者           | 路線               | 被災区間・箇所          | 被災状況                                             |
| ---------------- | ------------------ | ----------------------- | ---------------------------------------------------- |
| JR東海           | 高山本線           | 飛騨萩原駅 - 上呂駅間   | 土砂流入                                             |
| JR東海           | 高山本線           | 上呂駅構内              | 土砂流入                                             |
| JR東海           | 高山本線           | 飛騨小坂駅 - 渚駅間     | 線路擁壁下部の露出・土砂流入・道床流出・電気設備損傷 |
| JR東海           | 高山本線           | 飛騨一ノ宮駅 - 高山駅間 | 土砂流入・電気設備損傷                               |
| JR東海           | 飯田線             | 小和田駅 - 中井侍駅間   | 土留壁崩壊・電気設備損傷                             |
| JR西日本         | 芸備線             | 上三田駅 - 中三田駅間   | 護岸崩壊                                             |
| JR西日本         | 芸備線             | 西三次駅 - 志和地駅間   | 路盤流出                                             |
| JR西日本         | 福塩線             | 吉舎駅 - 三良坂駅間     | 斜面崩落                                             |
| JR四国           | 内子線             | 五十崎駅 - 喜多山駅間   | 土砂流入                                             |
| JR九州           | 肥薩線             | 段駅 - 坂本駅間         | 路盤流出                                             |
| JR九州           | 肥薩線             | 坂本駅構内              | 道床流出                                             |
| JR九州           | 肥薩線             | 葉木駅 - 鎌瀬駅間       | 路盤流出                                             |
| JR九州           | 肥薩線             | 鎌瀬駅 - 瀬戸石駅間     | 球磨川第一橋梁流失                                   |
| JR九州           | 肥薩線             | 瀬戸石駅構内            | 乗降場・路盤流出                                     |
| JR九州           | 肥薩線             | 海路駅 - 吉尾駅間       | 路盤流出                                             |
| JR九州           | 肥薩線             | 球泉洞駅構内            | 乗降場流出                                           |
| JR九州           | 肥薩線             | 球泉洞駅 - 一勝地駅間   | 切取崩壊・土砂流入                                   |
| JR九州           | 肥薩線             | 一勝地駅 - 那良口駅間   | 路盤流出                                             |
| JR九州           | 肥薩線             | 那良口駅 - 渡駅間       | 第二球磨川橋梁流失・築堤崩壊                         |
| JR九州           | 肥薩線             | 渡駅構内                | 路盤流出                                             |
| JR九州           | 肥薩線             | 人吉駅 - 大畑駅間       | 築堤崩壊                                             |
| JR九州           | 鹿児島本線         | 玉名駅 - 肥後伊倉駅間   | 土砂流入                                             |
| JR九州           | 鹿児島本線         | 隈之城駅 - 木場茶屋駅間 | 築堤崩壊                                             |
| JR九州           | 鹿児島本線         | 木場茶屋駅 - 串木野駅間 | 土砂流入                                             |
| JR九州           | 鹿児島本線         | 上伊集院駅 - 広木駅間   | 土砂流入                                             |
| JR九州           | 久大本線           | 天ケ瀬駅 - 杉河内駅間   | 盛土流出                                             |
| JR九州           | 久大本線           | 引治駅 - 豊後中村駅間   | 橋脚傾斜                                             |
| JR九州           | 久大本線           | 豊後中村駅 - 野矢駅間   | 第二野上川橋梁流失                                   |
| JR九州           | 久大本線           | 野矢駅 - 由布院駅間     | 土砂流入                                             |
| JR九州           | 久大本線           | 南由布駅 - 湯平駅間     | 盛土流出                                             |
| JR九州           | 久大本線           | 小野屋駅 - 鬼瀬駅間     | 盛土流出                                             |
| JR九州           | 日南線             | 谷之口駅 - 志布志駅間   | 土砂流入等                                           |
| くま川鉄道       | 湯前線             | 川村駅 - 肥後西村駅間   | 球磨川第四橋梁流失                                   |
| くま川鉄道       | 湯前線             | 人吉温泉駅構内          | 線路冠水・土砂流入                                   |
| 肥薩おれんじ鉄道 | 肥薩おれんじ鉄道線 | 佐敷駅構内              | 線路冠水                                             |
| 肥薩おれんじ鉄道 | 肥薩おれんじ鉄道線 | 肥後高田駅 - 水俣駅間   | 土砂流入等                                           |
| 肥薩おれんじ鉄道 | 肥薩おれんじ鉄道線 | 水俣駅 - 米ノ津駅間     | 土砂流入等                                           |
| 平成筑豊鉄道     | 田川線             | 崎山駅 - 源じいの森駅間 | 土砂流出・切取崩壊・落石                             |
| 叡山電鉄         | 鞍馬線             | 二ノ瀬駅 - 貴船口駅間   | 土砂流入                                             |
| 大井川鐵道       | 大井川本線         | 神尾駅付近              | 護岸侵食                                             |
| 大井川鐵道       | 大井川本線         | 金谷駅 - 新金谷駅間     | 土留壁倒壊                                           |
| 愛知環状鉄道     | 愛知環状鉄道線     | 永覚駅 - 末野原駅間     | 土砂流入                                             |

#### バス
- 九州産交バス：7月4日未明に産交バス人吉営業所（九州産交バス子会社）管内で球磨川が氾濫したため、管内の道路はほとんどが冠水しバスが通行不能となった。産交バス人吉営業所が浸水[69][70]、所属車両32台中26台（乗合車19台、貸切車7台）が浸水被害を受け[69]、所属車両のほとんどが廃車となった[71]。同社人吉営業所では、当面は他営業所からの車両を借用して運用しながら[71][72]、7月14日より順次営業を再開[73]。また産交バス牛深営業所も社屋が床上浸水、車両に被害はなかった[69][70]。その他、九州産交バスおよび産交バスの高速バス、一般路線バスが多数運休した[70]。

#### 道路

##### 高速道路
| 路線名               | 被災区間・箇所              | 被災状況                                   |
| -------------------- | --------------------------- | ------------------------------------------ |
| 京都縦貫自動車道     | 沓掛ICランプ                | 法面崩落                                   |
| 紀勢自動車道         | 南紀田辺IC - 上富田IC間     | 法面崩土                                   |
| 山陽自動車道         | 熊毛IC - 徳山東IC間         | 泥水流入                                   |
| 松山自動車道         | 松山IC - 伊予IC間           | 土砂崩落                                   |
| 九州自動車道         | 八代IC - えびのIC間         | 法面崩落 トンネル内冠水 トンネル電気室洗堀 |
| 九州自動車道         | 横川IC - 溝辺鹿児島空港IC間 | 法面崩落                                   |
| 九州自動車道         | 南関IC - 植木IC間           | 倒木・法面変状                             |
| 大分自動車道         | 九重IC - 湯布院IC間         | 土砂流出                                   |
| 大分自動車道         | 玖珠IC - 九重IC間           | 法面崩壊                                   |
| 南九州西回り自動車道 | 薩摩川内水引IC - 市来IC間   | 土砂流入・冠水                             |

この他、2021年3月まで（令和2年度内）の開通を目標に工事が進められていた東九州自動車道 志布志IC - 鹿屋串良JCT間の建設現場が被災したことから、開通予定時期が「2021年3月まで」から「2021年夏ごろ」に変更された。

##### 一般道
- 有明海沿岸道路：三池港インターチェンジ（大牟田市新港町）が道路冠水したため、三池港インターチェンジから大牟田インターチェンジ間において、令和2年7月6日15時30分から通行止めを実施していた[80]が、7月6日22時15分をもって通行止めを解除した[81]。一般道路冠水のため、7月7日7時20分から健老インターチェンジ出口（オフランプ）が通行止めとなった[82]が、7月7日15時10分に通行止めを解除した[83]。

- 国道3号：熊本県内の3か所のトンネル付近で土砂流入が起きたため、令和2年7月4日5時より赤松トンネル、海浦トンネル、佐敷トンネルが通行止めとなった。赤松トンネル（八代市二見赤松町）、海浦トンネル（芦北町小田浦）は、土砂撤去が完了し安全が確保されたため、7月8日18時に通行止めを解除したが、佐敷トンネル付近（芦北町海浦 - 芦北町白岩）の約2kmは、土砂撤去中により、通行止めを継続している。迂回路（福岡、鹿児島方面へ通行する方）は、南九州西回り自動車道（自動車専用道路）である[84]。

- 国道41号：岐阜県下呂市小坂町付近で路面が崩落した[85][86]。このため、東海環状自動車道の美濃加茂インターチェンジと東海北陸自動車道の飛騨清見インターチェンジ間および東海北陸自動車道の郡上八幡インターチェンジと飛騨清見インターチェンジ間を利用する車両を対象として、国道41号の代替路として無料通行することができる[87]。この無料通行の措置は片側交互通行で通行止めが解除された2020年（令和2年）8月17日に終了した[88]。2021年（令和3年）7月28日に災害復旧工事が完成し、片側交互通行規制を解除[89]。

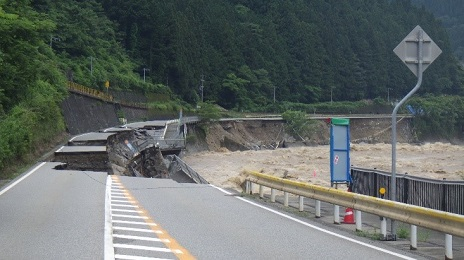
崩落した国道41号線。7月23日撮影。

- 国道152号：浜松市天竜区龍山町で斜面崩落が発生して10km近く通行止めとなっている。加えて、迂回路となっていた県道大輪天竜線も10月14日に土砂崩れが発生したため、沿線は寸断状態となっている[90]。

- 国道208号：道路が冠水したため、令和2年7月6日15時20分より荒尾市原万田の原万田交差点で全面通行止めを実施していたが、冠水が解消し安全が確認されたことから、6日23時40分に全面通行止めを解除した[91]。しかし、再び道路が冠水したため、7月10日14時より荒尾市原万田の原万田交差点が全面通行止めとなった。冠水が解消し、安全が確認されたことから7月10日15時15分に通行止めを解除した[92]。

- 国道210号：由布市庄内町から日田市にかけて、複数個所での道路陥没・土砂流入・河川氾濫などにより通行止めとなった[93][94][95]。

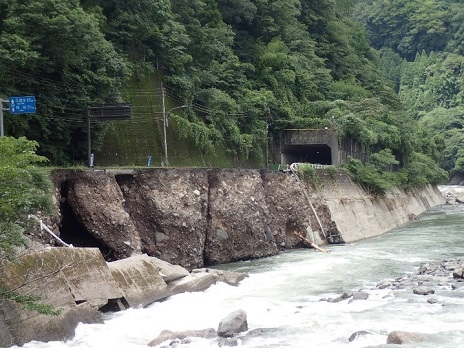
崩落した国道210号線。7月16日撮影。

- 国道219号：7月3日に発生した球磨川の氾濫により、球磨川に並行して通る国道219号は肥薩線と同様に大きな被害を受けた。熊本県八代市豊原上町から同県球磨郡球磨村渡にかけての大部分が崩落したため通行止めとなった[96][97]。また、八代市に所在している球磨川を渡る鎌瀬橋が流出した[98]。球磨村の一部の集落には車で近づくことができない状態となっており、自衛隊によって物資の輸送と復旧作業が行われている[99]。また、人吉市内の大部分が浸水している。このため、一般道で人吉市から八代市方面への通行ができなくなっており、7月7日より並行する九州自動車道の八代インターチェンジから人吉インターチェンジまでの区間が国道219号の代替路として無料通行することができる[100][101]。

### 施設・文化財や産業への影響
- 世界遺産「明治日本の産業革命遺産 製鉄・製鋼、造船、石炭産業」の構成資産である三池炭鉱専用鉄道敷跡（福岡県大牟田市）の切土区間法面が崩落し、軌道の一部を覆ってしまった[102]。
- 世界遺産「長崎と天草地方の潜伏キリシタン関連遺産」の構成資産である原城跡（長崎県南島原市）で土砂崩壊が発生した[103]。
- 鹿屋市では肝属川周辺で9戸が床上浸水したが、市によると大園橋（鹿屋市祓川町）に引っ掛かった流木などが氾濫の一因になったとしている[104]。大園橋は1904年（明治37年）建造の石造二重アーチ橋（全長30m、幅約3m）で鹿屋市の有形文化財に指定されているが、今後も河川が氾濫するおそれがあるとして文化財指定の解除が諮問されており橋の撤去が検討されている[104]。

### イベントなどへの影響
- 2020年7月7日、愛媛県宇和島市「吉田公民館2階大ホール」にて、平成30年7月豪雨2周年に寄せての「宇和島市追悼式」を、新型コロナウィルス感染拡大の観点から、同年5月25日の時点で式典としての開催はせず、「自由献花」[105]に規模を縮小して開催することが決定していたが、式典開催当日に大雨警報、かつ会場のある吉田公民館のある吉田地域にも避難勧告が出ていることから、順延なしの完全中止に変更された[106]。

## 各県・行政の対応
九州で始まった豪雨を受けて政府は7月4日4時50分、総理大臣官邸危機管理センターに官邸連絡室を設置。7時15分には官邸対策室に格上げした。

### 熊本県

#### 7月3日金曜日
- 11時29分に大雨注意報発表で注意体制へ移行する。
- 20時49分に大雨警報発表で警戒体制へ移行。
- 21時50分に人吉市に土砂災害警戒情報が発表。災害警戒本部を設置。

#### 7月4日土曜日
- 3時30分から熊本県南部地域（人吉市、球磨村、芦北町、八代市、天草市、津奈木町）を中心に約110mmから120mm以上の雨量を記録する。
- 4時50分、気象庁が大雨特別警報を発表する。それを受け熊本県は災害対策本部を設置する。
- 5時36分、熊本県は自衛隊へ災害派遣要請をする。
- 5時55分、球磨川氾濫発生情報発表（球磨郡球磨村）。
- 7時21分、熊本県は県内消防応援要請をする。
- 7時40分、熊本県は緊急消防援助隊要請をする。これを受け総務省消防庁は、各都道府県で大規模災害に備え待機している緊急消防援助隊チームを招集し被災地熊本県へ派遣する。
- 7時50分、球磨川氾濫発生情報発表（八代市、人吉市、球磨郡球磨村、葦北郡芦北町）。
- 8時00分、熊本県は第1回災害対策本部会議を開く。
- 15時00分、第2回災害対策本部を開く（以降毎日災害対策本部会議を開催）。

### 警察庁
7月4日4時50分、警察庁は、警備第二課長を長とする災害警備連絡室を設置。
- 同日7時15分、警備局長を長とする災害警備本部へ改組[108]
- 7月5日10時00分、警察庁次長を長とする非常災害警備本部へ改組[108]。

### 消防庁
- 本庁では、消防庁長官を長とする災害対策本部（第三次応急態勢）を確立。
- 7月9日12時時点までに、熊本県庁、熊本県人吉下球磨消防組合、八代広域行政事務組合にリエゾンを7名派遣[109]。
- 7月9日12時時点で、熊本県と長野県に緊急消防援助隊が出動。5県から80隊約290名が陸上出動、10県から10ヘリが航空出動、計約360名が出動中[109]。

### 気象庁
- 7月8日、国土交通省との合同会見で、岐阜県や長野県で起こりうる災害に関して注意の喚起を行った[110]。

- 7月15日の定例会見で、4日に熊本県南部を襲った豪雨について、気象庁の関田康雄長官は、予報精度の向上が必要との認識を示した[111]。

### 海上保安庁
- 7月7日 - 熊本県八代港において、第十管区所属巡視船「しゅんこう」による災害支援活動（給水、充電）を実施[112]。
- 7月8日 - 八代港において「しゅんこう」による災害支援活動[113]、また船艇および航空機による孤立者救助および生活支援等を実施[114][115]。
- 7月9日 - 八代港において「しゅんこう」による災害支援活動[116]。
- 7月10日 - 八代市の給水状況改善により、本日をもって八代港での支援活動を終了。引き続き被災者捜索および救助活動を実施[117]。

### 防衛省・自衛隊
熊本県、福岡県、大分県知事から災害派遣が要請された。また、即応予備自衛官・予備自衛官の召集も実施された。即応予備自衛官の招集は2019年の台風19号による豪雨災害以来のもので、6回目である。
| 要請元              | 要請日時       | 要請先                              | 要請内容   | 撤収要請 | 出典・備考      |
| ------------------- | -------------- | ----------------------------------- | ---------- | -------- | --------------- |
| 山口県知事 村岡嗣政 | 7月13日        | 空自 西部航空方面隊司令官           |            | 済       | [ 120 ]         |
| 熊本県知事 蒲島郁夫 | 7月4日5時36分  | 陸自 第8師団長                      | 人命救助等 | 済       | [ 120 ] [ 108 ] |
| 福岡県知事 小川洋   | 7月7日4時30分  | 陸自 第4師団長 （西部方面混成団長） | 人命救助等 | 済       | [ 108 ]         |
| 大分県知事 広瀬勝貞 | 7月7日10時30分 | 陸自 第4師団長 （西部方面戦車隊長） | 人命救助等 | 済       | [ 108 ]         |
| 大分県知事 広瀬勝貞 | 7月8日00時40分 | 陸自 西部方面特科隊長               | 捜索活動   | 済       | [ 121 ]         |

派遣規模：陸上自衛隊西部方面隊基幹に、陸海空20,000人、ヘリ8機、固定翼機2機、即応予備自衛官最大400名、予備自衛官最大100名

### 国土交通省
7月8日、気象庁との合同会見で、岐阜県や長野県で起こりうる災害に関して注意の喚起を行った。

### 環境省
7月21日、小泉進次郎環境相は、記者会見で、今後「特定非常災害」に指定された災害では、半壊した住宅の解体費の大半を補助すると発表。これまでは原則全壊が対象で、災害規模に応じて弾力的に運用していたが、恒久的な仕組みとする。解体は市町村が業者に委託するなどして行い、費用の9割を国が補助金などで賄う。残りは市町村で負担するため、所有者の持ち出しは生じない。7月の豪雨で半壊した住宅への補助も正式表明した。環境省は、補助金の要領などに明記して恒久化することを検討。

### 内閣府
7月16日、被災地に設置する仮設住宅の運用を見直し、入居できる被災者の範囲を拡大すると発表。応急修理制度を活用して壊れた自宅を修理する場合でも、災害発生日から最長6か月間は一時入居を認める。半壊以上で自宅に住めず、修理期間が1か月を超えることが条件。民間賃貸住宅を行政が借り上げる「みなし仮設」への一時入居も可能。いずれの場合も、修理が完了した時点で速やかに退去する必要がある。応急修理制度は修理費の一部を公費で負担する。1世帯あたりの上限は半壊以上で59万5,000円、準半壊が30万円。自宅で生活できるようにするのが目的との理由から、制度を利用した場合は仮設住宅への入居を認めてこなかった。近年は業者不足を背景に修理完了までが長期化、1年以上に及ぶこともあり、被災自治体から仮設住宅の入居を認めてほしいとの要望があったほか、3月には総務省行政評価局も改善を勧告していた。応急修理制度は適用された市町村が対象。7月豪雨では7月15日時点で、長野県、岐阜県、島根県、福岡県、佐賀県、熊本県、大分県、鹿児島県の67市町村。

### 地方公共団体
洪水により通信インフラに被害が出たため、人吉市や球磨村ではSNSを活用して被災者に情報発信を行っている。
熊本県、大分県、福岡県久留米市では、新型コロナウイルス感染拡大防止のため、ボランティアの受け入れを県内在住者に限定し、大牟田市では大牟田市、みやま市、柳川市、荒尾市、長洲町、南関町に限定している。このため熊本県の人吉市、球磨村、相良村、福岡県の大牟田市、大分県の九重町では、ボランティアの不足が起こっている。7月16日には豪雨の取材のため熊本を訪れていた時事通信社社員の30代のカメラマンが新型コロナウイルスに感染していることが判明したため、県は報道関係者に感染防止対策を求めた。
熊本県の蒲島郁夫知事は、甚大な被害をもたらした球磨川支流の川辺川に流水ダムとなる川辺川ダム建設の推進を表明した。しかし、災害以前からこの計画は上流と下流の流域住民の間で意見が割れており先行きは不透明である。人吉市はもともと水害が絶えない場所にあり、過去の災害から河川掘削や川沿い地域の嵩上げ事業が1980年代から開始され既に完了しているが、今回の水害は2007年に策定した毎秒7,000トンの上限を超える毎秒7,900トンの流入であったと推測されている。なお、人吉市の松岡隼人市長はこのダムの建設再開案について、市民の安心安全を確立するうえで重要であると支持を表明している。この経緯などから、インフラ整備に時間がかかるため、熊本県ではソフト面での防災計画を推進している。
大牟田市の関好孝市長は排水対策基本計画を策定し、市内内水氾濫の拡大につながった三川ポンプ場の建て替えを決定。隣接する公園に30億円を投じ新たなポンプ場を建設する。また、完成までの応急措置として、配電盤が浸水したことでポンプの稼働が停止したため、配電盤を1.3mほど嵩上げし、応急ポンプ2基を増設、建物周辺に浸水防止用の1.3mの止水板を設置した。災害対策本部でポンプの稼働状況が把握できなかったため、情報集約システムを導入し、この情報を市民へリアルタイムに提供するシステムも同時に構築した。このほか、無料通話アプリ「LINE」を活用した災害情報の発信や、救助活動で小型ボートが活躍したことから消防向けの機材として新たに20隻を購入した。

## 支援活動

### 募金・支援金
- さとふるによる災害緊急支援サイトを設立[138]
- READYFORによる緊急災害支援プログラムを開始[139]
- Yahoo! JAPANによる募金活動[140]
- 復興支援コンサートでの募金活動[141]
- ファミリーマートによる店頭募金活動[142]
- セブン&アイグループ各店にて支援募金活動[143][144][145]
- 日本将棋連盟によるチャリティ・オークション[146]

### 物資支援
- ANA - 被災地への無償渡航、救援物資の無償輸送を実施[147]。
- セブンイレブン - 被災地への支援物資の寄贈[148][149][150][151][152][153][154][155][156][157][158]

## 災害遺構
- 「第二球磨川橋りょう」（橋桁ごと流されたＪＲ肥薩線） - 熊本県球磨村。JR九州から村が譲り受け整備を発表[159]。